# Alimentazione forzata

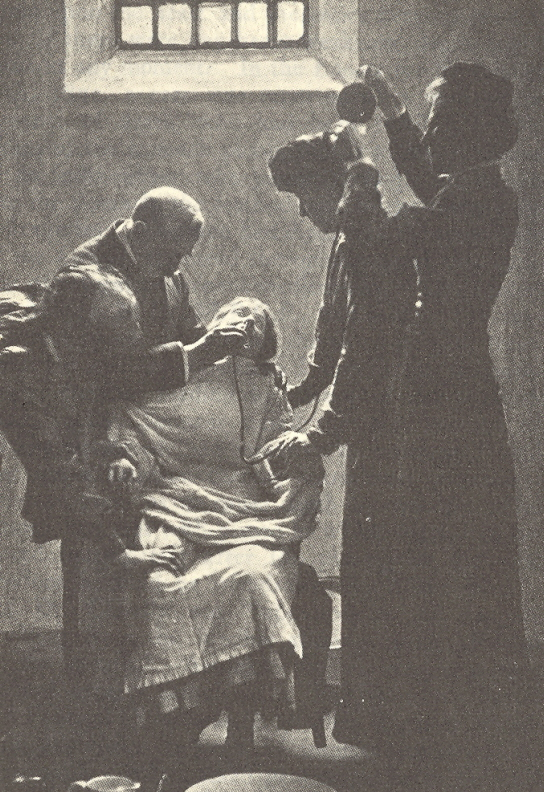
Una suffragetta viene alimentata forzatamente in una prigione del Regno Unito durante gli scioperi della fame per il suffragio femminile, intorno al 1911.

L'alimentazione forzata è la pratica di nutrire un essere umano o un animale contro la sua volontà. Similmente, il termine francese gavage si riferisce alla somministrazione di sostanze nutritive per mezzo di un piccolo tubo di alimentazione che passa attraverso il naso o la bocca per raggiungere lo stomaco.

## Negli umani

### Prigioni
In alcuni paesi si alimentano forzatamente i prigionieri quando fanno lo sciopero della fame, nonostante ciò sia stato proibito già nel 1975 con la Dichiarazione di Tokyo della World Medical Association, a condizione che il prigioniero sia "in grado di formare un giudizio intatto e razionale". È considerata tortura, in quanto può essere estremamente dolorosa e può provocare sanguinamenti gravi, oltre alla diffusione di malattie attraverso il sangue e il muco scambiati fra diversi soggetti. Ciononostante, è una pratica ancora utilizzata nel XXI secolo nelle carceri di massima sicurezza come Guantanamo, prigione statunitense a Cuba.

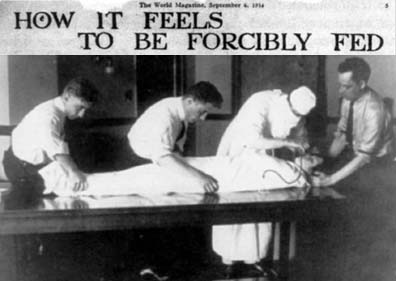
Ritaglio dal World Magazine, 6 settembre 1914

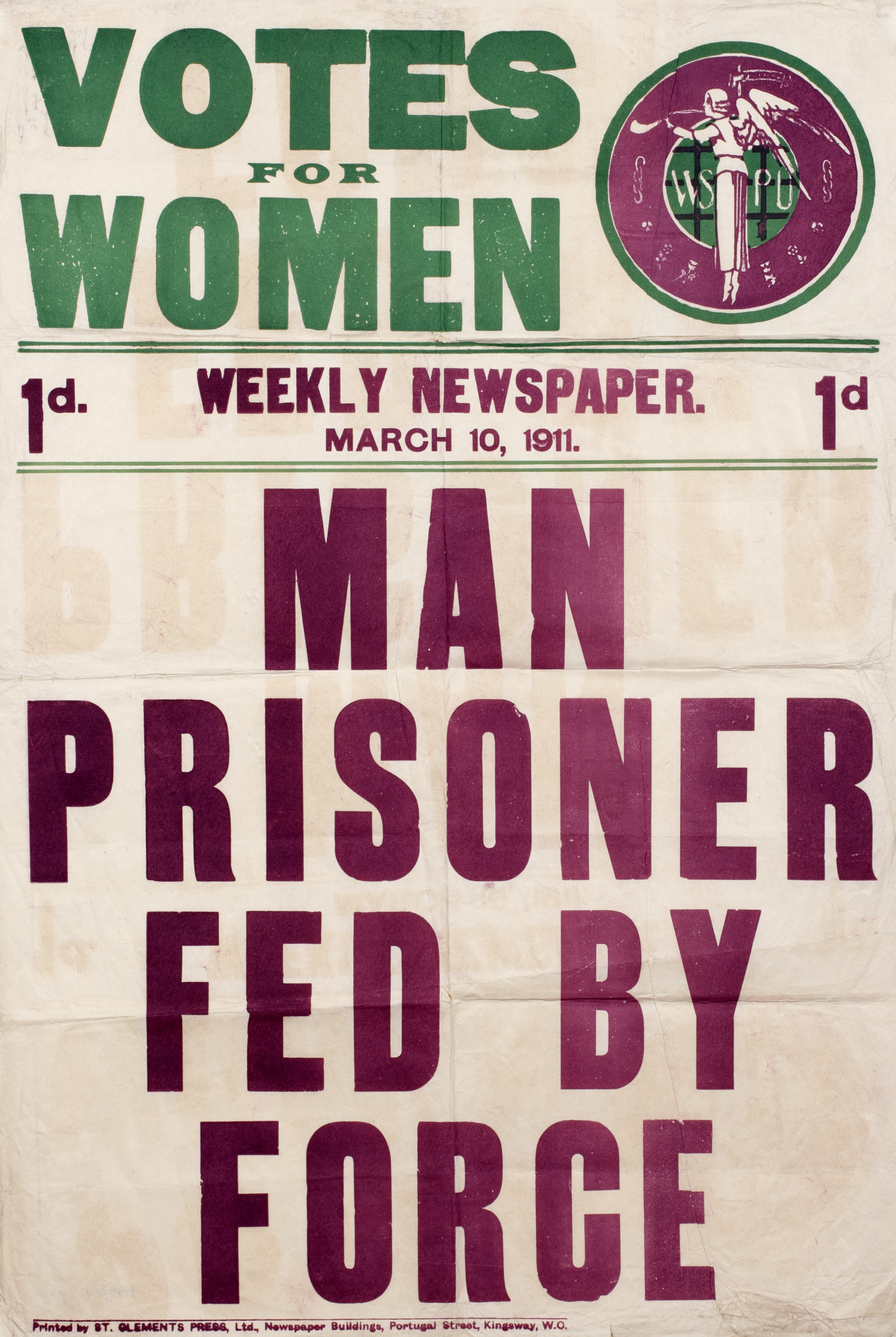
Un poster di Votes for Women riguardante William Ball nel 1911

### Bambini

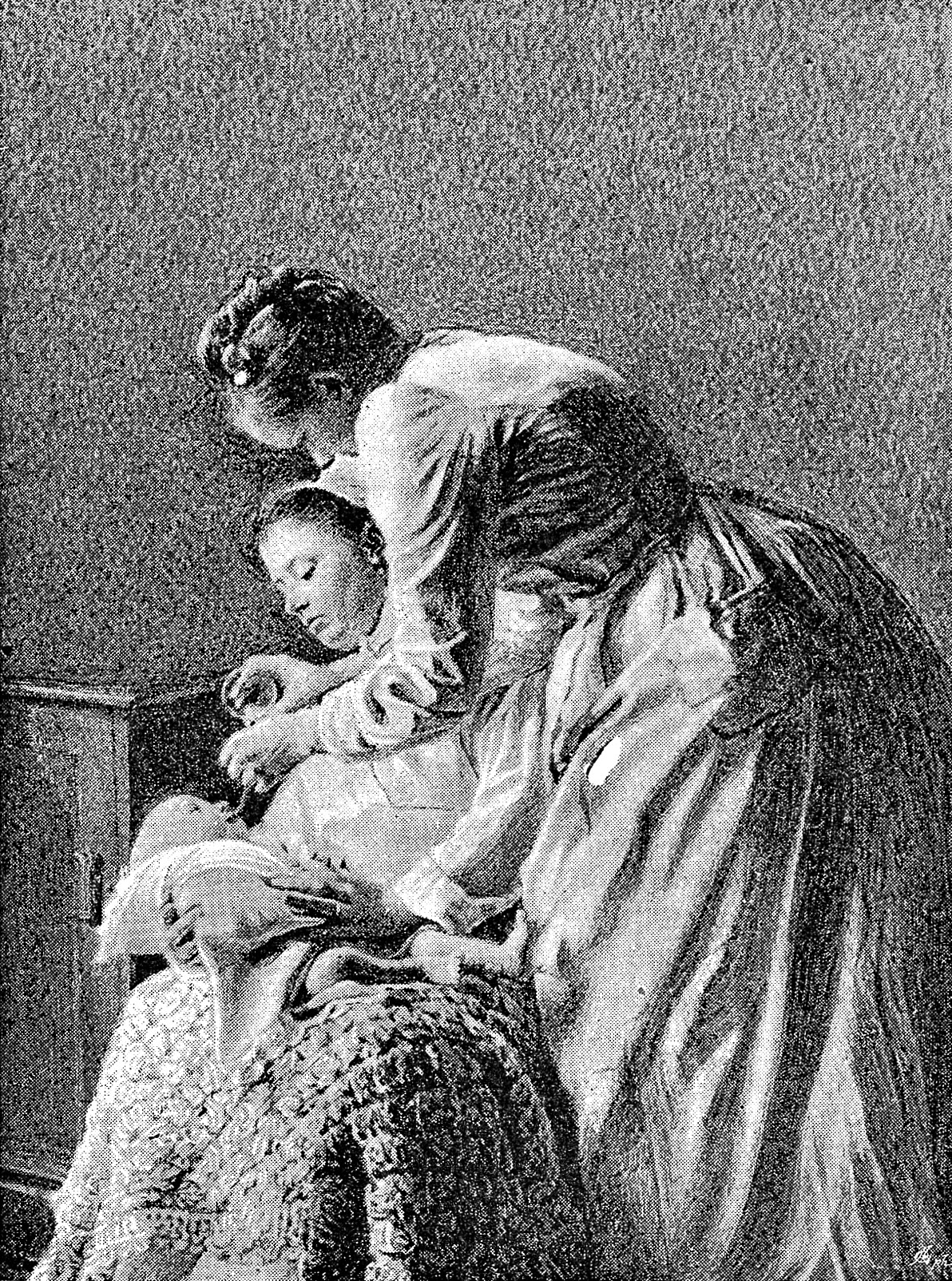
Metodo "gavage" di alimentazione infantile utilizzato in Francia, fine del XIX secolo

Secondo quanto contenuto in Infant feeding by artificial means: a scientific and practical treatise on the dietetics of infancy, in Francia un sistema di alimentazione forzata per neonati o bambini prematuri era noto con il nome di "gavage". Sadler, l'autore del testo, fa risalire questa pratica al 1874 e cita Étienne Stéphane Tarnier per descrivere la procedura. Al giorno d'oggi, in un'unità di terapia intensiva neonatale i neonati possono essere alimentati da tubi nasogastrici o talvolta orogastrici.

### Ragazze prima del matrimonio
L'alimentazione forzata era diffusa in Nord Africa ed è ancora praticata in Mauritania, dove il grasso è considerato una risorsa importante nelle donne: culturalmente, le figure formose sono percepite come indicatori di ricchezza. In questa tradizione, le ragazze sono costrette dalle madri o nonne a mangiare forzatamente fin da giovani, spesso sotto la minaccia di punizioni fisiche (ad esempio, un dito viene schiacciato tra due pezzi di legno). Lo scopo è un rapido raggiungimento dell'obesità, e la pratica può iniziare in giovane età e continuare ininterrotta per anni. Questa tradizione è ancora viva nelle aree del Sahel (dove si chiama leblouh) e provoca gravi rischi per la salute della popolazione femminile; alcuni uomini più giovani non insistono sul tema, ma i canoni di bellezza tradizionali rimangono parte della cultura locale.

### Schiavi
Gli uomini e le donne africani nel viaggio verso la schiavitù negli Stati Uniti hanno spesso cercato di suicidarsi lasciandosi morire di fame e sono stati alimentati con un macchinario chiamato speculum orum. Questo dispositivo costringeva la bocca dello schiavo ad aprirsi affinché venisse nutrito.

## Negli animali
L'alimentazione forzata è stata utilizzata per far ingrassare animali da macello. Nel caso delle anatre e delle oche allevate per il foie gras e l'anatra alla pechinese, è praticata ancora oggi.

### Fattorie

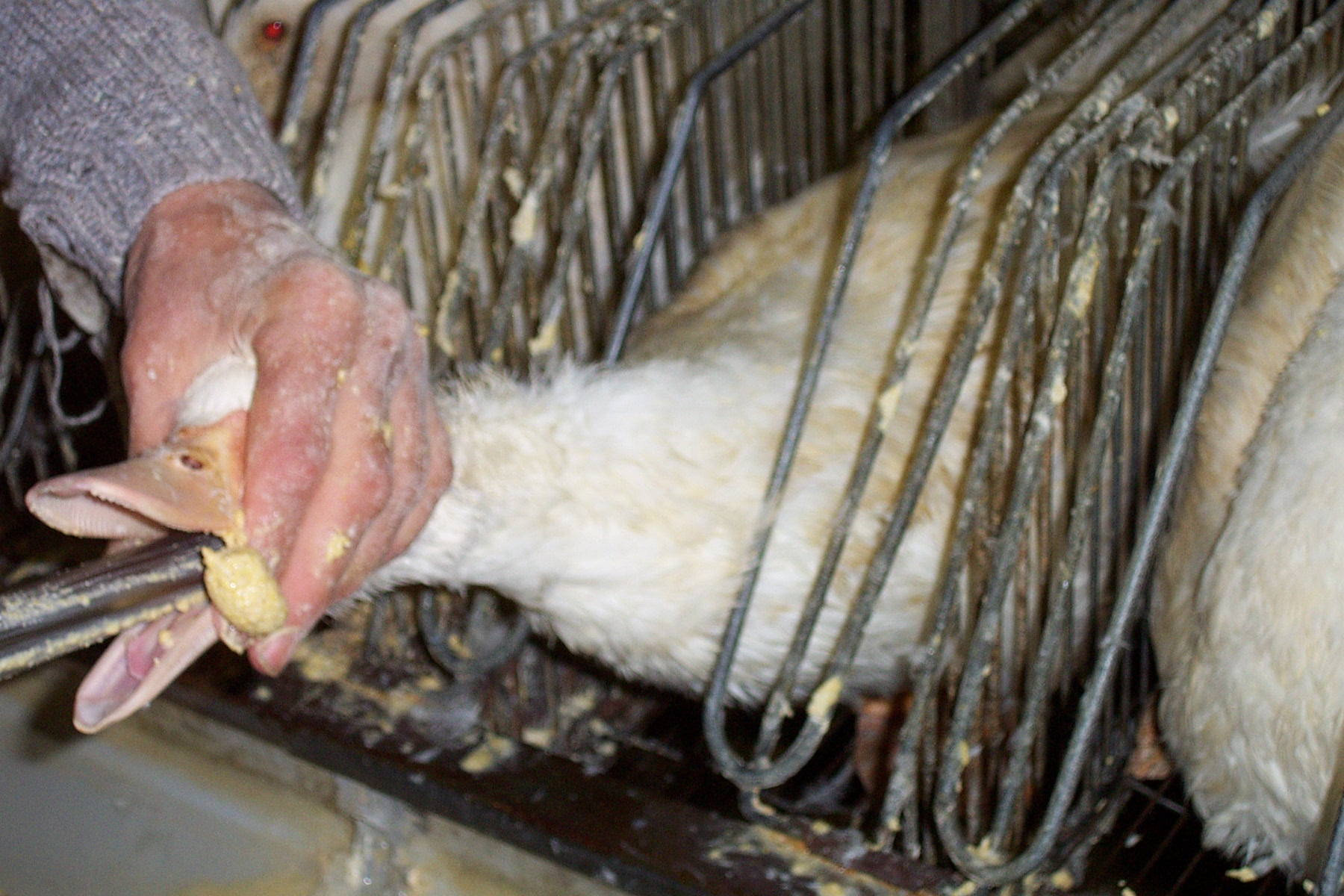
I gruppi animalisti si oppongono fermamente all'alimentazione forzata degli animali. Nella foto: un'anatra Mulard viene alimentata forzatamente con mais per ingrassare il fegato, allo scopo di produrre il foie gras.

L'alimentazione forzata è anche conosciuta come gavage, da una parola francese che significa "gola". Questo termine si riferisce specificamente all'alimentazione forzata di anatre o oche al fine di ingrassare i loro fegati nella produzione del foie gras.
Viene praticata principalmente su oche o anatre Moulard maschi. La preparazione per il gavage di solito inizia da quattro a cinque mesi prima della macellazione; per le oche, dopo un periodo iniziale all'aperto e un trattamento per aiutare la dilatazione dell'esofago, inizia l'alimentazione forzata.
Questa viene eseguita da due a quattro volte al giorno per 2-5 settimane, a seconda delle dimensioni dell'animale, usando un imbuto attaccato a un sottile tubo di alimentazione in metallo o plastica inserito nella gola per depositare il cibo nel gozzo dell'uccello.
Il mangime più usato è composto da una poltiglia di cereali, di solito mais, mescolato a grassi e integratori vitaminici. Gli uccelli acquatici migratori sono considerati più adatti al "metodo del tubo", perché, a differenza di altri uccelli come i polli, non hanno il riflesso faringeo e possiedono un esofago estremamente flessibile. Si dice, inoltre, che sono ideali per il gavage a causa della loro naturale capacità di acquistare grandi quantità di peso in breve tempo prima delle stagioni fredde.

### Ricerca scientifica
L'alimentazione forzata è usata in alcuni studi scientifici, come quelli che coinvolgono il tasso di metabolismo. È praticata su vari animali da laboratorio, come i topi. Liquidi come i medicinali possono essere somministrati agli animali attraverso un tubo o una siringa.